# پلنگی (میناب)
پلنگی، روستایی در دهستان تلنگ بخش کریان شهرستان میناب در استان هرمزگان ایران است.

## جمعیت
بر پایه سرشماری عمومی نفوس و مسکن در سال ۱۳۹۵، جمعیت این روستا برابر با ۲۳۲ نفر (۵۹ خانوار) بوده‌است.